# Cadre conceptuel Cynefin
 (mars 2022).
Le contenu est difficilement compréhensible vu les erreurs de traduction, qui sont peut-être dues à l'utilisation d'un logiciel de traduction automatique.
 (mars 2022).
La mise en forme du texte ne suit pas les recommandations de Wikipédia : il faut le « wikifier ».
Les points d'amélioration suivants sont les cas les plus fréquents. Le détail des points à revoir est peut-être précisé sur la page de discussion.
- Les titres sont pré-formatés par le logiciel. Ils ne sont ni en capitales, ni en gras.
- Le texte ne doit pas être écrit en capitales (les noms de famille non plus), ni en gras, ni en italique, ni en « petit »…
- Le gras n'est utilisé que pour surligner le titre de l'article dans l'introduction, une seule fois.
- L'italique est rarement utilisé : mots en langue étrangère, titres d'œuvres, noms de bateaux, etc.
- Les citations ne sont pas en italique mais en corps de texte normal. Elles sont entourées par des guillemets français : « et ».
- Les listes à puces sont à éviter, des paragraphes rédigés étant largement préférés. Les tableaux sont à réserver à la présentation de données structurées (résultats, etc.).
- Les appels de note de bas de page (petits chiffres en exposant, introduits par l'outil «  Source ») sont à placer entre la fin de phrase et le point final[comme ça].
- Les liens internes (vers d'autres articles de Wikipédia) sont à choisir avec parcimonie. Créez des liens vers des articles approfondissant le sujet. Les termes génériques sans rapport avec le sujet sont à éviter, ainsi que les répétitions de liens vers un même terme.
- Les liens externes sont à placer uniquement dans une section « Liens externes », à la fin de l'article. Ces liens sont à choisir avec parcimonie suivant les règles définies. Si un lien sert de source à l'article, son insertion dans le texte est à faire par les notes de bas de page.
- La présentation des références doit suivre les conventions bibliographiques. Il est recommandé d'utiliser les modèles {{Ouvrage}}, {{Chapitre}}, {{Article}}, {{Lien web}} et/ou {{Bibliographie}}. Le mode d'édition visuel peut mettre en forme automatiquement les références.
- Insérer une infobox (cadre d'informations à droite) n'est pas obligatoire pour parachever la mise en page.

Pour une aide détaillée, merci de consulter Aide:Wikification.
Si vous pensez que ces points ont été résolus, vous pouvez retirer ce bandeau et améliorer la mise en forme d'un autre article.

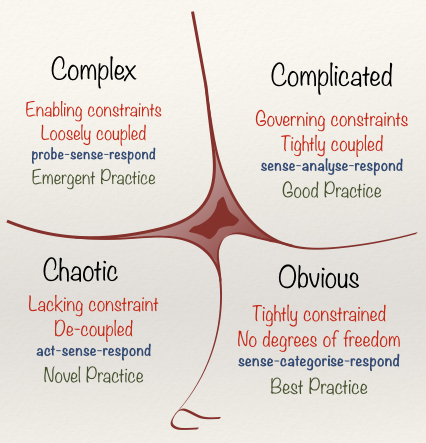
Domaines du framework Cynefin ; le domaine sombre au centre est la confusion.

Le cadre conceptuel Cynefin (/kəˈ nɛvɪn/)  est un cadre conceptuel d'aide à la décision. Créé en 1999 par Dave Snowden alors qu'il travaillait pour IBM Global Services, il a été décrit comme un « dispositif sensemaking »,. Cynefin est un mot gallois qui signifie habitat ou plus précisément lieu de ses appartenances multiples.
Cynefin propose cinq contextes ou « domaines » de prise de décision — clair (qui s'appelait d'abord simple jusqu'en 2014, puis évident avant que le terme actuel soit choisi), compliqué, complexe, chaotique et confus — qui aident les managers à identifier comment ils perçoivent les situations et à faire sens de leur propre comportement et de celui des autres . Le cadre s'appuie sur la recherche en théorie des systèmes, théorie de la complexité, en théorie des réseaux et en théories de l'apprentissage.

## Contexte

### Terminologie
Le but du cadre conceptuel Cynefin est d'offrir aux décideurs un « sentiment d'appartenance » à partir duquel visualiser leurs perceptions. Cynefin est un mot gallois qui signifie habitat, repère, familier. Snowden utilise le terme pour désigner l'idée que nous avons tous des liens, par exemple des liens tribaux, religieux et géographiques, dont nous ne sommes peut-être pas conscients,. Il a été comparé au mot te reo Māori tūrangawaewae, signifiant un endroit où se tenir, ou « le sol et le lieu qui est votre héritage et dont vous venez ».

### Histoire
Snowden, alors chez IBM Global Services, a commencé à travailler sur un modèle Cynefin en 1999 pour aider à gérer le capital intellectuel de l'entreprise.   Il a continué à le développer en tant que directeur européen de l'Institut de Gestion des Connaissances d'IBM, et plus tard en tant que fondateur et directeur du Cynefin Centre for Organizational Complexity d'IBM, créé en 2002. Cynthia Kurtz, chercheuse chez IBM, et Snowden ont décrit le cadre conceptuel en détail l'année suivante dans un article intitulé « The new dynamics of strategy: Sense-making in a complex and filled world » (Les nouvelles dynamiques de la stratégie : Le sense-making dans un monde complexe et chargé), publié dans IBM Systems Journal.
Le Centre Cynefin, un réseau de membres et de partenaires de l'industrie, du gouvernement et du milieu universitaire, a commencé à fonctionner indépendamment d'IBM en 2004. En 2007, Snowden et Mary E. Boone ont expliqué le cadre conceptuel Cynefin dans le Harvard Business Review. Leur article, « A Leader's Framework for Decision Making » (Le cadre décisionnel du leader), leur a valu le prix « Outstanding Practitioner-Oriented Publication in OB » du pôle Organizational Behavior de l'Academy of Management.

## Domaines

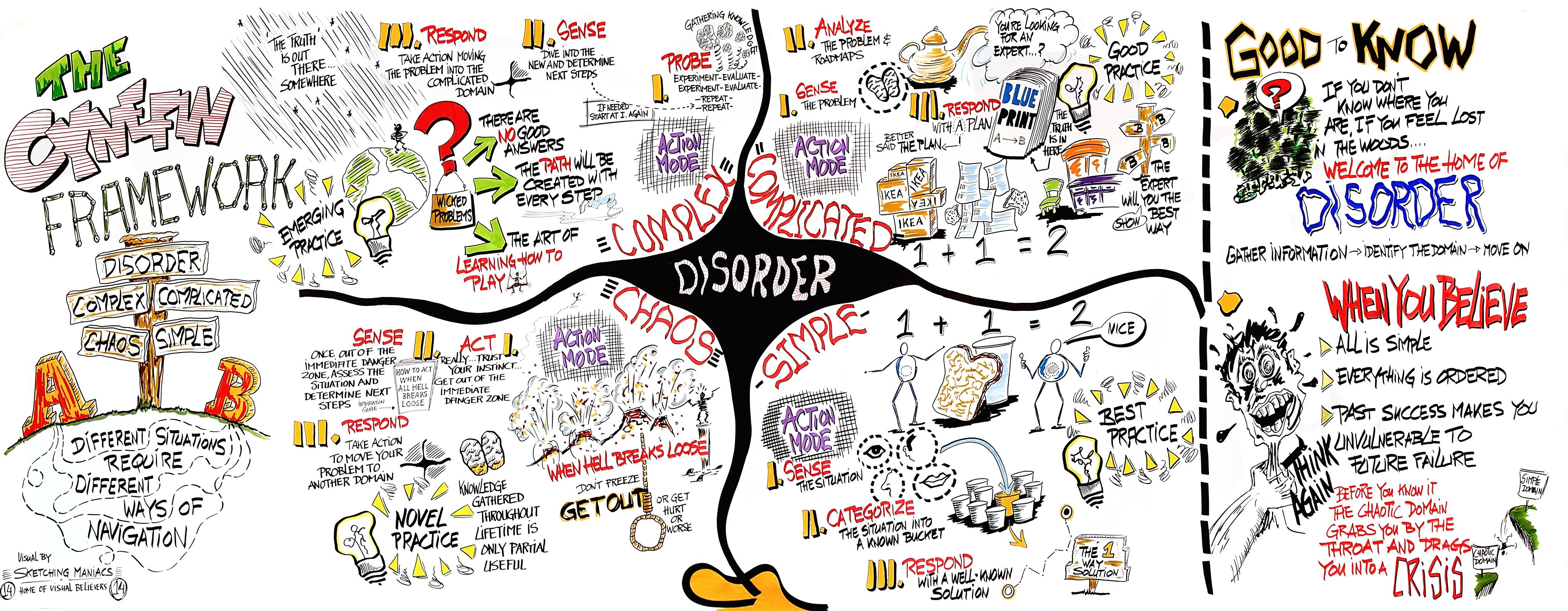
Croquis du cadre conceptuel Cynefin, par Edwin Stoop

Cynefin propose cinq contextes ou « domaines » décisionnels : clair, compliqué, complexe, chaotique et, au centre, confus.  Les noms des domaines ont changé au fil des années. Kurtz et Snowden (2003) les a appelées connu, connaissable, complexe et chaotique. Snowden et Boone (2007) a remplacé connu et connaissable par simple et compliqué. À partir de 2014, Snowden a utilisé évident à la place de simple, et utilise désormais le terme clair.
Les domaines offrent un « sentiment d'appartenance » à partir duquel analyser le comportement et prendre des décisions. Les domaines de droite, clair et compliqué, sont dits « ordonnés » : les liens de cause à effet sont connus ou peuvent être découverts. Les domaines de gauche, complexes et chaotiques, sont « non ordonnés » : les liens de cause à effet ne peuvent être déduits qu'avec le recul voire ne peuvent pas être déduits du tout.

### Clair

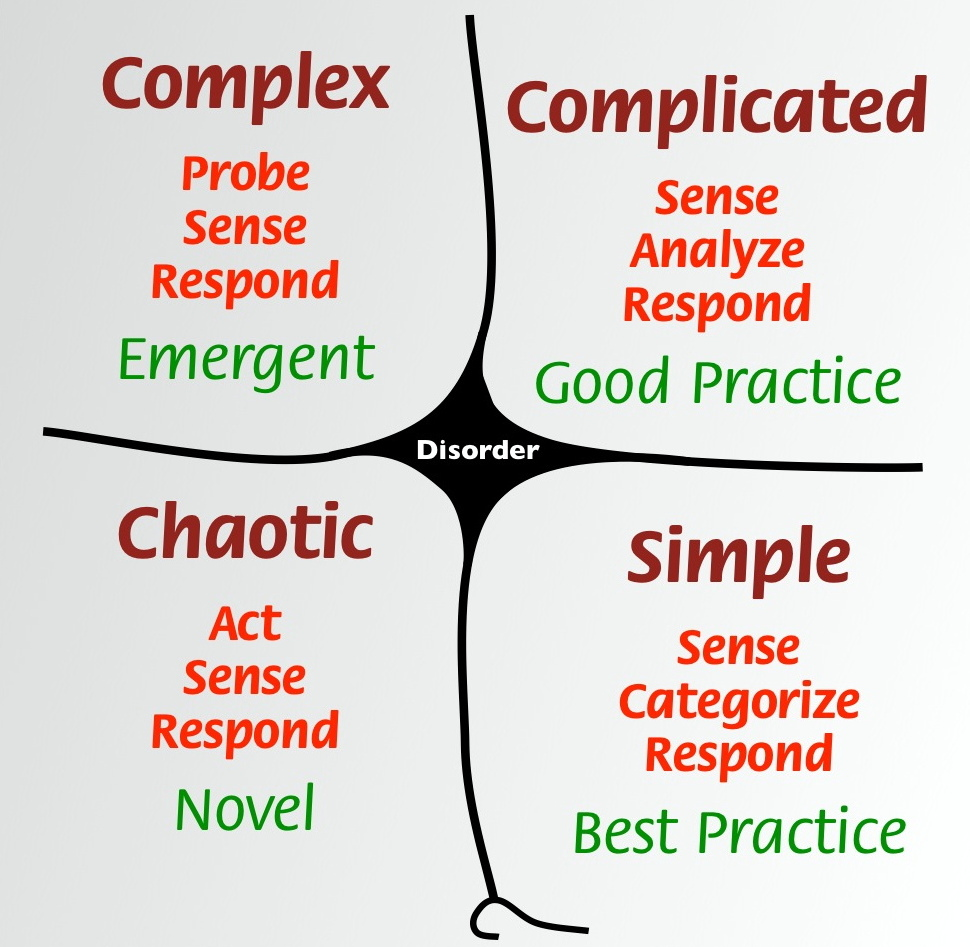
Depuis 2014, Snowden a employé le terme évident à la place de simple, et utilise désormais le terme clair.

Le domaine clair représente les « connus connus ». Cela signifie qu'il y a des règles en place (ou des meilleures pratiques), que la situation est stable et que la relation de cause à effet est claire : si l'on fait X, on peut s'attendre à Y. Le mode opératoire à adopter dans une telle situation est « sentir – catégoriser – réagir » : établir les faits (« sentir »), catégoriser, puis répondre en suivant la règle ou en appliquant les meilleures pratiques. Snowden et Boone (2007) prend l'exemple du traitement des remboursements de prêts. Un employé identifie le problème (par exemple, un emprunteur a payé moins que nécessaire), le catégorise (examine les documents de prêt) et répond (suit les conditions du prêt). Selon Thomas A. Stewart,
Il s'agit du domaine des structures juridiques, des procédures standard, des pratiques qui ont fait leurs preuves. Ne jouez jamais un tirage quinte ventral. Ne prêtez jamais à un client dont les mensualités dépassent 35 % du revenu brut. Ne terminez jamais la réunion sans demander la vente. Dans ce contexte, la prise de décision relève pleinement du domaine de la raison : trouvez la bonne règle et appliquez-la.
Snowden et Boone écrivent que les managers doivent se prémunir de forcer les situations vers ce domaine par une pensée simpliste, une « pensée entraînée » (une pensée trop habituée à la norme rendant aveugle aux nouvelles façons de penser), ou par la complaisance. Lorsque le succès engendre la complaisance (« toute meilleure pratique est, par définition, une pratique du passé »), il peut y avoir une rechute catastrophique dans le sens des aiguilles d'une montre vers le domaine chaotique. Ils recommandent aux dirigeants de proposer un canal de communication, si nécessaire anonyme, afin que les dissidents (par exemple, au sein de l'entreprise) puissent avertir de la complaisance.

### Compliqué
Le domaine compliqué représente les « inconnus connus ». Exhiber la relation entre cause et effet nécessite une analyse ou une expertise ; il existe un éventail de bonnes réponses. Dans ce domaine, la recommandation est « sentir – analyser – réagir » : évaluer les faits, analyser et appliquer les bonnes pratiques opérationnelles appropriées. Selon Stewart : "Ici, il est possible d'arriver de façon rationnelle à une décision, mais cela nécessite un jugement et une expertise raffinés.... C'est le domaine des ingénieurs, des chirurgiens, des analystes du renseignement, des avocats et d'autres experts. L'intelligence artificielle s'en sort bien ici : Deep Blue joue aux échecs comme s'il s'agissait d'un problème compliqué, en examinant toutes les séquences de coups possibles."

### Complexe
Le domaine complexe représente les « inconnus inconnus ». Les liens de cause à effet ne peuvent être déduits que de façon rétrospective et il n'y a pas de bonnes réponses. « Des modèles instructifs... peuvent émerger », écrivent Snowden et Boone, « si le leader mène des expériences dont l'échec est surmontable ». Cynefin évoque le mode opératoire « explorer – sentir – réagir ». Les cas difficiles en remboursement d'assurance sont un exemple. « Les cas difficiles... nécessitent des souscripteurs humains », écrit Stewart, « et les meilleurs font tous la même chose : sortir le fichier et étaler son contenu. » Stewart identifie les champs de bataille, les marchés, les écosystèmes et les cultures d'entreprise comme étant des systèmes complexes qui « résistent à une approche réductionniste, une approche qui consiste à démonter et à voir comment chaque pièce fonctionne, puisque ces actions mêmes changent la situation de manière imprévisible ».

### Chaotique
Dans le domaine chaotique, les notions de cause et d'effet sont fouillis.  Les événements dans ce domaine sont « trop déroutants pour attendre une réponse basée sur la connaissance », écrit Patrick Lambe. « L'action - toute action - est la première et la seule façon de réagir de manière appropriée. » Dans ce contexte, les managers doivent « agir – sentir – réagir » : ils agissent pour mettre de l'ordre ; ils essaient de sentir où réside de la stabilité; ils réagissent pour transformer le chaos en complexité. Snowden et Boone écrivent :
Dans le domaine chaotique, la première tâche immédiat d'un leader n'est pas de comprendre la situation mais de stopper l'hémorragie. Un leader doit d'abord agir pour établir l'ordre, puis sentir où sont les zones de stabilité et d'instabilité, puis réagir en cherchant à transformer la situation chaotique en complexité, où l'identification des modèles émergents peut à la fois aider à prévenir les crises futures et à discerner de nouvelles opportunités. Il est impératif d'adopter une communication directe descendante avec la diffusion la plus large ; il n'y a tout simplement pas le temps de demander l'avis des autres.
Les attentats du 11 septembre sont un exemple de situation chaotique. Stewart en propose d'autres : « le pompier dont les tripes le poussent à tourner à gauche ou le trader qui vend instinctivement quand les nouvelles sur l'action semblent trop belles pour être vraies ». Un responsable de crise a déclaré à propos de l'effondrement d'Enron : « Les gens avaient peur.... La prise de décision était paralysée.... Vous devez être rapide et décisif - faire des petits pas que vous savez réussiront, afin de pouvoir commencer à raconter une histoire qui a du sens. »
Snowden et Boone donnent l'exemple du massacre de Brown's Chicken en 1993 à Palatine, dans l'Illinois - lorsque des voleurs ont assassiné sept employés du restaurant Brown's Chicken and Pasta - comme une situation dans laquelle la police locale a fait face à tous les domaines. Le chef adjoint de la police Walt Gasior a dû agir immédiatement pour endiguer les premières paniques (chaotique), tout en maintenant une continuité d'activité (simple), en faisant appel à des experts (compliqué) et en préservant la confiance de la communauté locale dans les semaines qui ont suivi l'incident (complexe).

### Confusion
Le domaine sombre au centre est la confusion. Cela représente les situations où l'on ne sait pas lequel des autres domaines s'applique (ce domaine a également été connu sous le nom de désordonné dans les premières versions du cadre conceptuel). Par définition, il est difficile de voir quand ce domaine s'applique. « Ici, de multiples perspectives tentent de prendre le dessus, les chefs de faction se disputent et la cacophonie règne », écrivent Snowden et Boone. « Pour sortir de ce domaine, il faut décomposer la situation en ses parties constituantes et attribuer chacune d'entre elles à l'un des quatre autres domaines. Les dirigeants peuvent alors prendre des décisions et intervenir d'une manière qui correspond à chaque contexte. »

### Se déplacer dans les domaines
En accumulant la connaissance, on se déplace dans le sens des aiguilles d'une montre du chaotique à travers le complexe le compliqué jusqu'au simple. De manière similaire, une « accumulation de biais », la complaisance ou le manque d'entretien peut provoquer une « chute catastrophique » : un mouvement dans le sens des aiguilles d'une montre du simple au chaotique, représenté par le pli que sépare ces deux domaines. Il peut y avoir un déplacement dans le sens inverse des aiguilles d'une montre lorsque des personnes meurent et que certaines connaissances sont oubliées, ou lorsque les nouvelles générations remettent en question les règles. Un déplacement dans le sens inverse des aiguilles d'une montre du chaotique au simple peut se produire lorsqu'un manque d'ordre entraîne une imposition soudaine de règles,.

## Mises en applications et réaction

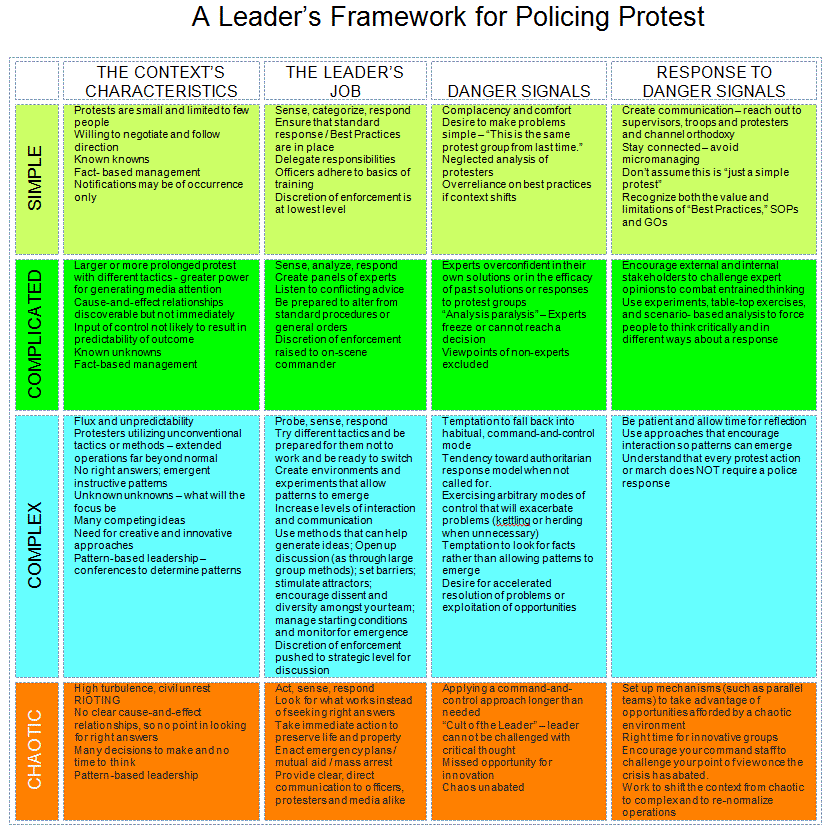
Utilisation du cadre conceptuel Cynefin pour analyser le maintien de l'ordre lors du mouvement Occupy aux États-Unis

Cynefin a été utilisé par les personnes d'IBM qui ont participé à son développement dans l'élaboration de politiques, le développement de produits, la création de marchés, la gestion de la chaîne logistique, la gestion de l'image de marque et les relations avec la clientèle. Ensuite Cynefin a été utilisé en dehors d'IBM notamment dans l'analyse de l'impact de la religion sur l'élaboration des politiques au sein de l'administration de George W. Bush, la gestion des urgences, la science des réseaux et l'armée, la gestion des risques de la chaîne alimentaire, le département de la Sécurité intérieure des États-Unis, le développement agile de logiciels, et le maintien de l'ordre lors du mouvement Occupy aux États-Unis.
Il a également été utilisé dans la recherche en médecine, notamment pour examiner la complexité des soins dans le National Health Service britannique, la nature des connaissances dans les structures de santé et la lutte contre le VIH/SIDA en Afrique du Sud. En 2017, la RAND Corporation a utilisé le cadre conceptuel Cynefin dans une discussion sur les théories et les modèles de prise de décision. La Commission européenne a publié un guide pratique pour utiliser Cynefin en tant que « guide pour naviguer à travers une crise ».
Parmi les critiques de Cynefin, on retrouve le fait que le cadre conceptuel est difficile et déroutant, qu'il a besoin de fondements plus rigoureux et qu'il propose trop peu de contextes différents. Une autre critique est que les termes comme connu, connaissable, sentir et catégoriser sont ambigus.
Le professeur Simon French reconnaît « la valeur du cadre conceptuel Cynefin dans la catégorisation des contextes décisionnels et l'identification de la manière de traiter de nombreuses incertitudes rencontrées lors d'une analyse » et, à ce titre, estime qu'il s'appuie sur des travaux précurseurs tels que Scientific Method: optimizing applied research decisions de Russell L. Ackoff, Inquiring Systems de C. West Churchman, Exploratory data analysis de John Tukey, Decision Methodology de Douglas John White et Tools for Thinking: Modeling in Management Science de Mike Pidd.